# Elecciones presidenciales de Gambia de 2006
Las elecciones presidenciales se llevaron a cabo en Gambia el 22 de septiembre de 2006. El Presidente Yahya Jammeh, que gobernaba el país desde el golpe de Estado de 1994, ganó su segunda reelección con el 67.3% de los votos. Ousainou Darboe, que terminó en segundo lugar con el 27% de los votos, rechazó los resultados oficiales, diciendo que las elecciones no habían sido libres y justas y que era generalizada la intimidación a los votantes.

## Sistema electoral
El Presidente de Gambia es elegido en la primera ronda por pluralidad de votos para un mandato de cinco años.
En lugar de utilizar papeletas, las elecciones en Gambia se llevan a cabo usando canicas, como consecuencia del alto índice de analfabetismo del país, siendo Gambia el único país que utiliza ese método. Cada votante recibe una canica y la coloca en un tubo en la parte superior de un sellado tambor que corresponde al candidato favorito de ese votante. Los tambores de diferentes candidatos están pintadas de diferentes colores correspondientes a la afiliación a un partido del candidato, y una foto del candidato se colocará en su correspondiente tambor. El sistema tiene las ventajas de bajo costo y simplicidad, tanto para la comprensión de cómo votar y para el recuento de los resultados. Se ha comprobado que el método tiene un porcentaje de error muy bajo para las votaciones mal ubicados.

## Resultados
| Candidato                          | Partido                                                    | Votos   | %    |
| ---------------------------------- | ---------------------------------------------------------- | ------- | ---- |
| Yahya Jammeh                       | Alianza para la Reorientación Patriótica y la Construcción | 264.404 | 67.3 |
| Ousainou Darboe                    | Partido Democrático Unificado                              | 104.808 | 26.7 |
| Halifa Sallah                      | Alianza Nacional por la Democracia y el Desarrollo         | 23.473  | 6.0  |
| Total                              | Total                                                      | 392.685 | 100  |
| Votantes registrados/participación | Votantes registrados/participación                         | 670.336 | 58.6 |
| Fuente: Adam Carr                  |                                                            |         |      |